# Golbol
El golbol (en anglès goalball) és un esport d'equip que practiquen esportistes invidents o deficients visuals.
L'objectiu del golbol és marcar gols amb les mans a la porteria de l'altre equip. Els equips estan formats per tres jugadors.
Es basa en l'oïda per detectar la trajectòria de la pilota, que porta uns cascavells incorporats i té un pes de 1.250 grams. També és important l'orientació en l'espai, que s'aconsegueix mitjançant el tacte gràcies a les línies del terreny de joc.
Com en altres esports, també cal tenir força per llançar la pilota a gol i dominar la tècnica i els aspectes tàctics.
Ja que no tots els jugadors tenen el mateix nivell de deficiència visual, han de jugar amb una màscara als ulls, així s'igualen les condicions de joc.
El golbol es juga seguint un reglament internacional que inclou diverses infraccions que es castiguen amb un penal.

Esquema del camp de golbol